# 야스모토 히로키
야스모토 히로키(安元洋貴, 1977년 3월 16일 ~ )는 일본의 성우, 나레이터이다.

## 출연 작품

### TV 애니메이션
2004년
- 오늘부터 마왕(오시마론 간부)
- 스쿨럼블(토고 마사카즈)
- 듀얼 마스터즈(자키라)
- 블리치(사도 야스토라)
- 록맨 에그제 스트림(카넬)

2005년
- 갤러리 페이크(죠르조)
- 허니와 클로버(나카무라 타츠요시)
- 록맨 에그제 BEAST(케넬)

2006년
- 스쿨럼블 2학기(토고 마사카즈)
- 디지몬 세이버즈(벨페몬)
- 마모루군에게 여신의 행복을(다카스 마사키)
- 전설의 총사 빨간망토(에셀)

2007년
- 샤이닝 티어즈X윈드(지드)
- 동인워크(저스티스)
- 슈팅 바쿠간(서브테라 고렘)
- 바카노!(빌 설리반)
- 지구로(시드요한)
- 마인탐정 네우로(츠쿠시 코우헤이)

2008년
- 뱀파이어 기사(야가리 토카)
- 건슬링거 걸-일 테아트리노(프랑코)
- 광란가족일기(미다레자키 테이카)
- 흑집사(아그니)
- 크리스탈 블레이즈(그라함)
- 전력토끼(단쵸)
- 드루아가의 탑 ~the Aegis of URUK~(우투)
- 나츠메 우인장(스스기)
- 네오 안젤리크 Abyss Second Age(우주의지)
- 노기자카 하루카의 비밀(타케나미)
- BLASSREITER(젠가)

2009년
- 여름의 폭풍(무라타 히데오)
- 페어리테일(엘프만)
- 헤타리아(독일)

2010년
- 누라리횬의 손자(아오타보우)

2012년
- 소드 아트 온라인(에길)

2014년
- 호오즈키의 냉철 (호오즈키)

### 극장판 애니메이션
- 극장판 짱구는 못말려: 우리들의 공룡일기(버블 오드로키 / 버블 어마무시)
- 블리치 MEMORIES OF NOBODY(사도 야스토라)
- 블리치 The DiamondDust Rebellion 또 하나의 빙륜환(사도 야스토라)
- 록맨 에그제 빛과 어둠의 유산(카넬)

### 게임
- 블리치시리즈(사도 야스토라)
- 프린세스 나이트메어(브라드 드라크레아 백작)
- 스트리터 파이터4(가일)
- Dear Girl~Stories~ 히비키 히비키특훈대작전(쥰야)
- 헤일로 워즈(존.포지 중사)
- 귀축안경(혼다 켄지)
- 나비의 독, 꽃의 사슬(후지타 히토시)
- 아수라의 분노(아수라)
- 블레이블루 크로노 판타즈마(아즈라엘)

### 드라마 CD
- 밧사로드 Act.2(마티아스)
- 전설의 총사 빨간망토(에셀)
- 광란가족일기(미다레자키 테이카)
- 노기자카 하루카의 비밀(타게나미)
- 덤블속(카나자와 타케히로)

### 나레이션
- J-스포츠 슈퍼축구 플러스(TBS)
- 두사람의 식탁~고마운 레시피~(EX)
- 신보도2001(후지TV)
- 모험!CHEERS!!(AX)
- 히루오비!(TBS)
- S☆1(TBS)

### 라디오
- 전격대상(2008년 4월 ~ 12월)
- 전진 광란가족계획(2008년 4월 ~ 09월)
- 라디오 de 영 애니멀 아일랜드! 유리아 100식(式)대특집! (2009년 3월 23일 ~ 4월 24일)
- 여름의 폭풍! WEB 라디오 "방주 휴게실" 제 4 회 - 제 6 회 특별편 특성 (2009년 8월 21일 ~ 10월 2일)
- 파라☆라보 방송국 (교사 : 五ヶ瀬皇貴役역, 애니메이트TV : 2010년 2월 16일 ~)
- 토리 우미 코스케 · 야스 모토 히로키 오늘밤 잠들게 하지 않아... 금단 생 라디오(2010년 9월1일 ~)
- GOOD LUCK HUNTER ~ RADIO COLOSSEUM ~ (2011년 7월 6일 ~)
- 스퀘어 에닉스 Chan! (스퀘어 에닉스 공식 web 라디오 : 2011년 9월 12일 ~)
- 드래곤즈 도그마 각자에게 라디오. 드래곤즈 도그마 공식 사이트 (2012년 8월 24일 ~ 9월 21일)